# Jack Morris
Pour les articles homonymes, voir John Morris et Morris.
John Scott Morris (né le 16 mai 1955 à Saint-Paul, Minnesota, États-Unis) est un lanceur droitier de baseball qui a joué dans les Ligues majeures de 1977 à 1994. 
Il a porté les couleurs des Tigers de Detroit, des Twins du Minnesota, des Blue Jays de Toronto et des Indians de Cleveland, remportant 254 victoires. Il a connu 3 saisons d'au moins 20 victoires et dominé les majeures à ce chapitre à deux reprises (1981, 1992). Il a mené la Ligue américaine pour les retraits sur des prises en 1983 et les matchs complets en 1990.
Jack Morris a reçu 5 invitations au match des étoiles du baseball majeur et fait partie de 4 équipes championnes de la Série mondiale. Il est choisi joueur par excellence de la Série mondiale 1991 avec Minnesota. En 1984, il réussit un match sans point ni coup sûr.
Le 10 décembre 2017, il est élu au Temple de la renommée du baseball et sera intronisé lors d'une cérémonie à Cooperstown le 29 juillet 2018.

## Carrière

### Tigers de Detroit
Joueur des Cougars de l'université Brigham Young, Jack Morris est un choix de 5e ronde des Tigers de Detroit en 1976. Il fait ses débuts dans les Ligues majeures dès l'année suivante, lançant pour la première fois avec les Tigers le 26 juillet 1977. Devenu lanceur partant à temps plein à partir de 1979, il ne connaît que deux saisons de moins de 15 victoires jusqu'à son départ de Detroit après la campagne 1990. Et l'une de ces deux années est celle de 1981, écourtée par une grève des joueurs où il affiche le plus grand nombre de victoires (14 en 25 sorties) des majeures.
En 1983, il mène la Ligue américaine avec 232 retraits sur des prises et toutes les majeures pour les manches lancées (293 et deux tiers).
Le 7 avril 1984, au quatrième match de la saison des Tigers, Morris lance une partie sans point ni coup sûr au Comiskey Park de Chicago, blanchissant les White Sox 4 à 0.
Les Tigers remportent le championnat de la division Est avec 104 gains en saison régulière. Morris ne donne qu'un point et cinq coups sûrs à son seul départ contre les Royals de Kansas City en Série de championnat de la Ligue américaine, méritant la victoire. Il ajoute deux gains en Série mondiale, affichant une moyenne de points mérités de 2,00 dans la finale qui voit les Tigers remporter le titre contre San Diego.
À sa dernière année avec les Tigers, il est le lanceur partant ayant effectué le plus de départs (36) dans les majeures au cours de cette saison et mène la Ligue américaine avec 11 matchs complets.

### Twins du Minnesota
Morris se joint aux Twins du Minnesota, l'équipe voisine de sa ville natale, pour la saison 1991, signant un contrat comme agent libre. Il signe 18 gains pour les Twins, champions de division. Après avoir remporté deux parties en Série de championnat contre Toronto, il brille en série finale face aux Braves d'Atlanta. Il effectue trois départs (dans les matchs #1, 4 et 7). Après avoir mené son équipe à la victoire lors de l'affrontement initial, il blanchit les Braves pendant 10 manches de jeu lors du match ultime. Avec seulement 3 points mérités accordés en 18 manches lancées en finale, une moyenne de 1,17 et 15 retraits sur des prises, Morris est nommé joueur par excellence de la Série mondiale 1991.

### Blue Jays de Toronto
Morris signe un contrat avec les Blue Jays de Toronto après cette conquête du titre avec les Twins. À 37 ans, le droitier connaît l'une des meilleures années de sa carrière, dominant les majeures avec 21 victoires. Il ne voit que 6 défaites portées à sa fiche durant la saison régulière. Ses performances pour Toronto, champions de la division Est, sont cependant moins reluisantes en éliminatoires : il encaisse une défaite contre Oakland en Série de championnat et perd deux parties en Série mondiale 1992 contre Atlanta. Les Blue Jays remportent toutefois les grands honneurs.
En 1993, il affiche un dossier de 7-12 durant la saison, sa première fiche perdante depuis sa deuxième année (3-5 en 1978) où il avait surtout été employé en relève. Il ne lance pas en séries d'après-saison mais les Blue Jays remportent à nouveau la Série mondiale, permettant à Morris de faire partie d'une équipe championne pour la 4e fois.

### Indians de Cleveland
Le lanceur conclut sa carrière en 1994, remportant 10 gains contre 6 revers en 23 départs pour les Indians de Cleveland.

## Palmarès
Jack Morris a lancé dans 549 parties au niveau majeur, dont 527 comme lanceur partant. En 3824 manches au monticules, il a retiré 2478 frappeurs adverses sur des prises, affichant une moyenne de points mérités de 3,90. Son dossier victoires-défaites est de 254-186 en 18 saisons. Il a lancé 175 matchs complets, dont 28 blanchissages.
- A lancé un match sans point ni coup sûr en 1984.
- Cinq participations au match des étoiles du baseball majeur (1981, 1984, 1985, 1987, 1991).
- Quatre fois champion de la Série mondiale (1984, 1991, 1992, 1993).
- Joueur par excellence de la Série mondiale en 1991.
- Trois saisons d'au moins 20 victoires et douze d'au moins 15 gains.
- A mené les Ligues majeures pour les victoires avec 14 en 1981 et 21 en 1992.
- A mené les Ligues majeures pour les manches lancées avec 293,2 en 1983.
- A mené la Ligue américaine pour les retraits sur des prises avec 232 en 1983.
- A mené la Ligue américaine pour les matchs complets avec 11 en 1990.
- A mené les Ligues majeures pour le nombre de départs avec 36 en 1990.
- A mené la Ligue américaine pour le nombre de départs avec 35 en 1991.

## Temple de la renommée
Jack Morris est éligible pour une élection au Temple de la renommée du baseball depuis 2000. Dans le bulletin de vote présenté annuellement aux membres de l'Association des chroniqueurs de baseball d'Amérique, un joueur doit voir son nom apparaître sur au minimum 75 % des bulletins pour être élu, et un joueur a 15 années pour atteindre ce nombre. Morris récolte 66,7 % d'appuis en 2012. Il s'agit de son plus haut pourcentage du vote en 13 années d'éligibilité. En janvier 2013, Morris reçoit 67,7 % d'appuis et rate l'élection à nouveau par quelques votes. Il est admissible à l'élection au Panthéon du baseball pour la dernière fois en 2014 mais ses appuis chutent à 61,5 %.
En 2017, un comité chargé de réexaminer quelques candidatures rejetées élit Jack Morris et son ancien coéquipier des Tigers Alan Trammell au Temple de la renommée du baseball. L'intronisation à Cooperstown est prévue pour le 29 juillet 2018.